# Javier Cherro
Cherro  Molina est un nom espagnol. Le premier nom de famille, en général paternel, est Cherro ; le second, en général maternel, souvent omis, est Molina.
Javier Cherro Molina (né le 10 décembre 1980 à Alicante) est un coureur cycliste espagnol.

## Biographie
Javier Cherro Molina devient coureur professionnel en 2004 au sein de la Comunidad Valenciana-Kelme. Durant la saison 2005, il se classe troisième du Tour de Grande-Bretagne. 
En juin 2006, il fait partie des coureurs cités dans l'affaire Puerto. Il est blanchi le mois suivant par la justice espagnole, comme plusieurs de ses coéquipiers. Cette affaire est cependant fatale à l'équipe Comunidad Valenciana qui disparaît en fin de saison. Javier Cherro rejoint alors l'équipe continentale Fuerteventura-Canarias.

## Palmarès
- 2005
  - 3e du Tour de Grande-Bretagne

## Classements mondiaux
| Année           | 2005 | 2006 | 2007 |
| --------------- | ---- | ---- | ---- |
| UCI Europe Tour | 175e |      | 366e |